# Gintrac
Gintrac ist eine französische Gemeinde mit 95 Einwohnern (Stand 1. Januar 2022) im Département Lot in der Region Okzitanien. Sie gehört zum Kanton Cère et Ségala und zum Arrondissement Figeac.
Nachbargemeinden sind Tauriac im Norden, Prudhomat im Nordosten, Loubressac im Osten, Padirac im Süden, Miers im Südwesten und Carennac im Westen.

## Bevölkerungsentwicklung

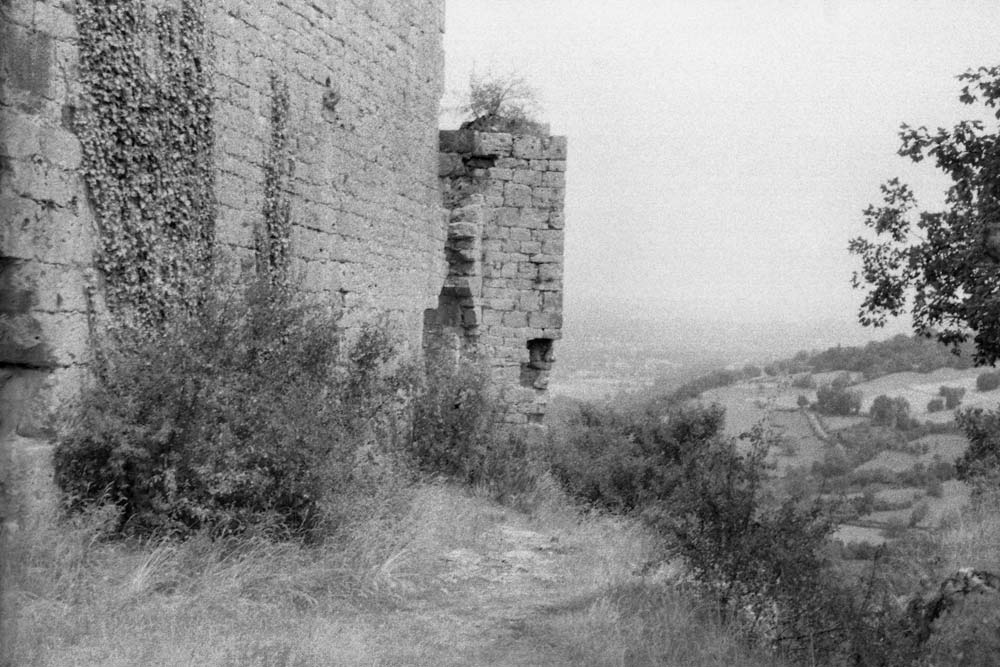
Burgruine

| Jahr      | 1962 | 1968 | 1975 | 1982 | 1990 | 1999 | 2008 | 2017 |
| --------- | ---- | ---- | ---- | ---- | ---- | ---- | ---- | ---- |
| Einwohner | 91   | 85   | 70   | 88   | 89   | 85   | 108  | 103  |